# خفيف كالريشة
خفيف كالرياشة(بالإنجليزية: Light as a feather)‏مسلسل أمريكي  خارق  إثارة تلفزيون الويب مسلسل ، بناءً على كتاب نفس الاسم من قبل زوي آرسن ، الذي عرض لأول مرة في 12 أكتوبر 2018 ، في هولو (موقع). تم إنشاء المسلسل من قبل R. Lee Fleming Jr. والنجوم ليانا ليبيراتو ، هالي رام ، أجيونا أليكسس ، بريان تجو ،  قائمة بيتن ، جوردان رودريغز ، ديلان سبريبيري ، برنت ريفيرا ، دوريان براون فام ، روبين ليفلي ، كاتلين ناكون ، كيرا كوسارين ، فروي جوتيريز ، Adriyan Rae ، Alex Wassabi و Alexander Bove. في 26 يوليو 2019 ، الجزء الأول من الموسم الثاني ، يتألف من ثماني حلقات ، تم عرضه لأول مرة على Hulu. تم إصدار الجزء الثاني من الموسم الثاني على Hulu في 4 أكتوبر 2019. 

## جوائز وترشيحات
| Year | Award                            | Category                                                         | Recipient          | Result | Refs  |
| ---- | -------------------------------- | ---------------------------------------------------------------- | ------------------ | ------ | ----- |
| 2019 | جائزة إيمي داي تايم [الإنجليزية] | Outstanding Lead Actress in a Digital Daytime Drama Series       | ليانا ليبيراتو     | رُشِّح    | [ 2 ] |
| 2019 | جائزة إيمي داي تايم [الإنجليزية] | Outstanding Supporting Actress in a Digital Daytime Drama Series | Brianne Tju        | رُشِّح    |       |
| 2019 | جائزة إيمي داي تايم [الإنجليزية] | Outstanding Writing for a Digital Drama Series                   | Light as a Feather | رُشِّح    |       |
| 2019 | جائزة إيمي داي تايم [الإنجليزية] | Outstanding Directing for a Digital Drama Series                 | Light as a Feather | رُشِّح    |       |

## روابط خارجية
- خفيف كالريشة على موقع IMDb (الإنجليزية)
- خفيف كالريشة على موقع ميتاكريتيك (الإنجليزية)
- خفيف كالريشة على موقع روتن توميتوز (الإنجليزية)
- خفيف كالريشة على موقع فيلمافينيتي (الإسبانية)
- خفيف كالريشة على موقع كينوبويسك (الروسية)
- خفيف كالريشة على موقع ألو سيني (الفرنسية)
- خفيف كالريشة على موقع قاعدة بيانات الفيلم (الإنجليزية)

- خفيف كالريشة  على قاعدة بيانات الأفلام على الإنترنت (بالإنجليزية).